# Boom Blox
Boom Blox — видеоигра-головоломка для консоли Wii, мобильных устройств и N-Gage 2.0. Разработана американским разработчиком видеоигр EA Los Angeles совместно с кинорежиссёром Стивеном Спилбергом. Релиз состоялся 6 мая 2008 года в Северной Америке и 9 мая 2008 года в Европе. Версия игры для телефон-игровой консоли N-Gage была выпущена 3 декабря 2008 года.
Игра представляет собой серию головоломок, основанных на законах физики, цель которых либо удержать конструкции блоков от разрушения, либо опрокинуть их различными способами. Пульт Wii Remote позволяет стрелять, хватать и бросать блоки. Угол, под которым запущен снаряд, скорость броска, масса снаряда и тип блоков, с которыми он соприкасается, влияют на результаты воздействия.
В игре более 300 однопользовательских, а также более 100 кооперативных и соревновательных многопользовательских уровней. Есть режим, позволяющий игрокам создавать и делиться своими собственными уровнями с людьми, добавленными в их список кода друга через WiiConnect24.
В мае 2009 года было выпущено продолжение Boom Blox Bash Party.

## Геймплей
Boom Blox представляет собой синтез игр Jenga с Tetris Blast, Breakout, Duck Hunt и Lego. Игра развивает рефлексы, ловкость и навыки решения проблем. Разрушение блоков выглядит реалистично из-за учёта законов физики, есть четыре различные скорости бросания объекта. Контроллер Wii Remote позволяет манипулировать шарами для боулинга, бейсбольными мячами, лазерными пушками и водяными шлангами, опрокидывающими конструкции из блоков. Возможен захват блоков в игровом стиле Дженги с удалением максимального количества блоков без опрокидывания ненадежно сложенной башни.
В игре есть различные типы блоков:
- блоки драгоценных камней,
- блоки с прикрепленными баллами,
- взрывоопасные блоки, детонирующие при контакте,
- исчезающие блоки (при ударе),
- деревянные и стальные блоки.

Разные типы блоков обладают разными физическими свойствами; от их массы и величины трения зависит реакция на контакт.
Тип блоков меняется по мере продвижения игрока, также меняется и тактика прохождения уровня.
Игрок избегает падения блоков с отрицательными значениями очков при уничтожении блоков с прикрепленными положительными очками.
На следующем уровне игрок запускает серию взрывов и реакций домино, нацеленных на слабое место конструкции. Можно стрелять рикошетом от нескольких строений, но с ограниченным количеством снарядов.

### Режимы приключений и исследований
Режимы «Приключение» и «Исследование» — это однопользовательская часть Boom Blox, состоящая из более чем 300 уровней. Более продвинутые уровни усложняются ограничениями по времени или количеству снарядов. Каждый уровень ставит перед игроком задачу получить золотую медаль, хотя для перехода на следующий уровень достаточно бронзовой медали.
Режим приключений основан на истории и предлагает сценарии:
- защиты фортов или различных персонажей (с эффектом домино) от вражеских атак;
- атак персонажей с расчисткой пути перед ними[12][17].

В режиме исследования представлены задачи-головоломки, ориентированные на различные группы навыков, решение которых позволяет игроку открыть для себя основную механику игры.
Есть четыре основных «мира», через которые должен продвигаться игрок:
- Gem Kingdom, мир средневековья, в котором игрок руководит рыцарями, собирающими драгоценные камни, а затем защищает их от захватчиков;
- Gorilda Rescue, мир островных джунглей, в котором игрок помогает горилле по имени Герт спасти своих детёнышей от племени враждебных туземцев, называемых «Тики»;
- Boots 'n' Bandits, мир Дикого Запада, в котором игрок помогает золотоискателю Boots добыть золото, забрать украденное золото у воров, защитить жителей близлежащего шахтерского городка от бандитов;
- Haunted Night, мир Хэллоуина, в котором игрок защищает семью котят, пытающихся добраться до особняка в конце дороги; игрок должен защищать их от врагов, таких как скелеты, мрачные жнецы и обезьяны, одетые как дьяволы[17][19].

### Совместная игра
В дополнение к одиночной игре, в режиме совместной игры доступно более 100 совместных и соревновательных многопользовательских уровней, в которые могут играть до четырёх человек на одном экране, или по очереди, или на разделенном экране. Совместная игра включает в себя разрушение или строительство построек вместе с друзьями и семьей, в то время как соревновательная игра включает в себя игру против других с целью набора наибольшего количества очков.

### Режим создания
Режим создания — это встроенный редактор уровней, который можно использовать для создания или изменения многопользовательских и однопользовательских уровней. Используются различные типы блоков, которые открываются при игре в однопользовательском режиме исследования. Игрок может :
- изменять размер, высоту и ширину блоков,
- клонировать блоки,
- назначать блокам атрибуты (количество баллов или тип).

Созданные пользователем уровни можно воспроизводить или отправлять людям, добавленным в список друзей игрока через WiiConnect24.

## Разработка
В 2005 году было объявлено, что Стивен Спилберг и Electronic Arts будут сотрудничать с целью создания трех новых видеоигр. В июле 2007 года EA объявила, что их первой совместной работой будет Boom Blox, игра-головоломка для Wii.
Спилберг прокомментировал:
«Я действительно хотел создать видеоигру, в которую я мог бы играть со своими детьми».
Он уточнил, что его младшим детям нравится играть на Wii больше, чем на PlayStation 3 или Xbox 360.
И это был шанс:
показать [им], что они могут получать удовольствие, играя в игры, которые не содержат насилия, игры гораздо более творческие и стратегические.
Дети Спилберга оставили отзывы об игре, после тестирования прототипа игры.
Изначально игра должна была поддерживать систему отслеживания движений головы, учитывающую место расположения игрока в комнате. Предполагалось включить эту функцию, требующую два пульта Wii Remote и светодиодную гарнитуру, в качестве пасхального яйца. Однако 15 апреля 2008 года EA было объявлено об исключении этой функции из игры.
Видеоигра была создана специально для Wii, но старший продюсер Амир Рахими указал, что Boom Blox может быть перенесена на другие консоли в будущем.

## Отзывы критиков
| Сводный рейтинг    | Сводный рейтинг |
| Агрегатор          | Оценка          |
| ------------------ | --------------- |
| GameRankings       | 84,68 %         |
| Metacritic         | 85/100          |
| Иноязычные издания |                 |
| Издание            | Оценка          |
| GameSpot           | 7/10            |
| IGN                | 8,1/10          |
| VideoGamer         | 9/10            |

Boom Blox получила положительные отзывы с совокупной оценкой 85/100 от Metacritic.
Сайт Gamespot  оценил игру в 7 из 10, критикуя повторяемость и плохие сюжеты и одобряя лишь режим стрельбы. Редакция IGN оценила игру на  8,1 балл из 10, отметив плюсы многопользовательского режима и минусы визуальных эффектов.
Сайт VideoGamer.com  оценил игру в 9 из 10, отметив отличное управление движением, реалистичную физику процессов и отличный мультиплеер.
N-Europe поставила игре оценку 9/10, высоко оценив её «потрясающую реиграбельность» и «гениальные головоломки».
Electronic Gaming Monthly оценила игру A +, A и A-, назвав её «чрезвычайно доступным, удивительно тактильным и одним из лучших способов использования трехмерного пространства».

### Награды
Игра получила множество номинаций и несколько наград:
- Spike TV присудил игре награду Video Game Awards в категории «Лучшая игра года для Wii»[30];
- IGN наградил как лучшую семейную игру для Wii в 2008 году[31], номинировал на несколько других наград Wii, в том числе «Лучшая игра-головоломка»[32], «Лучшая локальная многопользовательская игра»[33], «Лучшее использование Wii-Mote»[34] и «Самый инновационный дизайн»[35];
- British Academy Video Games Awards признала «Лучшей казуальной игрой 2008 года»;
- 12-я Interactive Achievement Award номинировала игру в категории «Лучшая семейная игра»;
- 9-й ежегодный конкурс Game Developers Choice Awards номинировал игру в категории «Награда за инновации».

### Продажи
По данным NPD Group, было продано 60 000 копий Boom Blox за первый месяц доступности в США. Генеральный директор EA Джон Риччителло объявил, что игра оправдала внутренние ожидания, хотя некоторые аналитики говорили о бо́льших ожиданиях. В июле 2008 года EA сообщила о продажах 450 000 копий Boom Blox за первый финансовый квартал и о том, что игра «продолжает хорошо продаваться».